# Угорська нотація
Уго́рська нотація — метод найменування змінних в програмуванні, при якому до ідентифікатора змінної або функції додається префікс, що вказує на його тип. Автором є Чарльз Симоні.
Наприклад, префікс p додається до ідентифікаторів вказівників (англ. pointer), sz — до ідентифікаторів символьних рядків (англ. string), що закінчуються на нуль тощо.
Перевагою угорської нотації є системність, що полегшує читання програм і зменшує ймовірність неправильного використання змінної. Була популярна в 90-х серед програмістів Microsoft, де дана нотація була внутрішнім стандартом.
Недоліком є те, що при зміні типу змінної назва втрачає зміст і не вказує на тип змінної, що потребує введення нової змінної.

### Префікси, що задають тип
| Префікс | Скорочення від         | Сенс                               | Приклад               |
| ------- | ---------------------- | ---------------------------------- | --------------------- |
| s       | string                 | Рядок                              | sClientName           |
| sz      | zero-terminated string | Рядок, обмежений нульовим символом | szClientName          |
| n, i    | int                    | Цілочисельна змінна                | nSize, iSize          |
| l       | long                   | довге ціле                         | lAmount               |
| b       | boolean                | булева змінна                      | bIsEmpty              |
| a       | array                  | масив                              | aDimensions           |
| t, dt   | time, datetime         | час і дата                         | tDelivery, dtDelivery |
| p       | pointer                | Вказівник                          | pBox                  |
| lp      | long pointer           | подвійний (дальній) вказівник      | lpBox                 |
| r       | reference              | посилання                          | rBoxes                |
| h       | handle                 | дескриптор                         | hWindow               |
| m_      | member                 | змінна-член класу                  | m_sAddress            |
| g_      | global                 | глобальна змінна                   | g_nSpeed              |
| C       | class                  | клас                               | CString               |
| T       | type                   | тип                                | TObject               |
| I       | interface              | інтерфейс                          | IDispatch             |
| v       | void                   | відсутність типу                   | vReserved             |

Як бачимо з прикладу, префікс може бути і складеним. Наприклад, для іменування рядкової змінної-члена класу може бути використана комбінація «m» та «s»: (m_sAddress).